# Municipio de Marion (condado de Henry, Iowa)
El municipio de Marion (en inglés: Marion Township) es un municipio ubicado en el condado de Henry en el estado estadounidense de Iowa. En el año 2010 tenía una población de 347 habitantes y una densidad poblacional de 3,68 personas por km².

## Geografía
El municipio de Marion se encuentra ubicado en las coordenadas 41°2′3″N 91°32′15″O / 41.03417, -91.53750. Según la Oficina del Censo de los Estados Unidos, el municipio tiene una superficie total de 94.25 km², de la cual 94,24 km² corresponden a tierra firme y (0,01 %) 0,01 km² es agua.

## Demografía
Según el censo de 2010, había 347 personas residiendo en el municipio de Marion. La densidad de población era de 3,68 hab./km². De los 347 habitantes, el municipio de Marion estaba compuesto por el 97,69 % blancos, el 0,29 % eran afroamericanos, el 0,86 % eran asiáticos, el 0,29 % eran de otras razas y el 0,86 % eran de una mezcla de razas. Del total de la población el 0,86 % eran hispanos o latinos de cualquier raza.